# Litwa na Mistrzostwach Świata w Lekkoatletyce 2022
Litwa na Mistrzostwach Świata w Lekkoatletyce 2022 – reprezentacja Litwy podczas mistrzostw świata w Eugene liczyła 9 zawodników występujących w 7 konkurencjach. Wywalczyła dwa medale - jeden srebrny oraz jeden brązowy.

## Medaliści
| Medal  | Zawodnik        | Konkurencja  | Rezultat | Data     |
| ------ | --------------- | ------------ | -------- | -------- |
| srebro | Mykolas Alekna  | rzut dyskiem | 69,27    | 19 lipca |
| brąz   | Andrius Gudžius | rzut dyskiem | 67,55    | 19 lipca |

## Skład reprezentacji

### Mężczyźni
| Zawodnik           | Konkurencja   | Finał   | Finał   | Źródło |
| Zawodnik           | Konkurencja   | Wynik   | Pozycja | Źródło |
| ------------------ | ------------- | ------- | ------- | ------ |
| Arturas Mastianica | chód na 35 km | 2:36:25 | 33.     | [ 1 ]  |
| Marius Žiūkas      | chód na 35 km | 2:34:16 | 27.     | [ 1 ]  |

| Zawodnik        | Konkurencja  | Kwalifikacje | Kwalifikacje | Finał | Finał   | Źródło      |
| Zawodnik        | Konkurencja  | Wynik        | Pozycja      | Wynik | Pozycja | Źródło      |
| --------------- | ------------ | ------------ | ------------ | ----- | ------- | ----------- |
| Mykolas Alekna  | rzut dyskiem | 68,91        | 1. Q         | 69,27 | srebro  | [ 2 ] [ 3 ] |
| Andrius Gudžius | rzut dyskiem | 66,60        | 5. Q         | 67,55 | brąz    | [ 2 ] [ 3 ] |

### Kobiety
| Zawodniczka               | Konkurencja   | Elimincje | Elimincje | Półfinał | Półfinał | Finał   | Finał   | Źródło      |
| Zawodniczka               | Konkurencja   | Wynik     | Pozycja   | Wynik    | Pozycja  | Wynik   | Pozycja | Źródło      |
| ------------------------- | ------------- | --------- | --------- | -------- | -------- | ------- | ------- | ----------- |
| Modesta Justė Morauskaitė | bieg na 400 m | 51,27     | 12. Q     | 52,19    | 21.      | NQ      | NQ      | [ 4 ] [ 5 ] |
| Brigita Virbalytė         | chód na 20 km | —         | —         | —        | —        | 1:35:36 | 23.     | [ 6 ]       |

| Zawodniczka       | Konkurencja    | Kwalifikacje | Kwalifikacje | Finał | Finał   | Źródło       |
| Zawodniczka       | Konkurencja    | Wynik        | Pozycja      | Wynik | Pozycja | Źródło       |
| ----------------- | -------------- | ------------ | ------------ | ----- | ------- | ------------ |
| Urtė Baikštytė    | skok wzwyż     | 1,86         | 21.          | NQ    | NQ      | [ 7 ]        |
| Ieva Zarankaitė   | rzut dyskiem   | 57,57        | 25.          | NQ    | NQ      | [ 8 ]        |
| Liveta Jasiūnaitė | rzut oszczepem | 63,80        | 3. Q         | 58,97 | 10.     | [ 9 ] [ 10 ] |